# D-Tanks
D-Tanks – para wypełnionych wodą zbiorników umieszczonych blisko wzdłużnego środka wyporu zanurzonego okrętu podwodnego, zdolnych dzięki temu do szybkiej kompensacji zmniejszania się wyporności jednostki podczas jej szybkiego zanurzania na dużą głębokość. Zbiorniki tego rodzaju nie występują w każdej konstrukcji jednostek tej klasy – są w takim przypadku zastępowane przez zbiorniki trymujące. Z powodu małej szybkości z jaką może być przepompowana woda na dużej głębokości, rozwiązanie takie wywołuje jednak trudności w utrzymaniu trymu, jeśli płynący bardzo wolno okręt podwodny zmuszony jest do nagłego zwiększenia głębokości. Tymczasem skonstruowane do wytrzymania ciśnienia hydrostatycznego otaczającej okręt wody D-Tanks wyposażone są w wydajny system szybkiego wydmuchiwania wody za pomocą sprężonego powietrza, co umożliwia ich szybkie opróżnienie nawet na dużej głębokości. Jako że w istocie D-Tanks są rodzajem zbiorników kompensacyjnych, umieszczane są czasami wewnątrz nich, stanowiąc element ciśnienioodporny tych ostatnich. W związku z dwukierunkowym działaniem efektu ściśliwości, D-Tanks stanowią parę zbiorników zaaranżowanych w taki sposób, że gdy jeden jest wypełniony wodą drugi jest pusty, lub też oba są wypełnione do połowy w normalnych warunkach zanurzenia okrętu.